# Campaña de Tacna y Arica
La Campaña de Tacna y Arica es una de las campañas terrestres de la Guerra del Pacífico, siendo una de las operaciones militares iniciadas por Chile entre diciembre de 1879 y junio de 1880, destinadas a ocupar militarmente las regiones que comprenden las ciudades de Tacna y Arica, zonas de interés político y militar para Chile en el desenvolvimiento de la guerra con la alianza de Perú y Bolivia.
Los objetivos estratégicos de la campaña eran, por un lado, realizar la Política boliviana del gobierno de Chile, es decir, separar a Bolivia de la alianza con Perú, entregarle territorios que le diesen una salida al mar convirtiéndola en un estado colchón entre Perú y Chile, y por otro lado, alejar las fuerzas peruanas de Tarapacá para impedir posibles intentos de recuperarla.
Las operaciones comenzaron con el Bloqueo de Arica y continuaron con desembarcos consecutivos en Ilo, Mollendo y Pacocha, como exploración, traslado de tropas y destrucción del puerto de abastecimiento de la guarnición peruana estacionada en el interior.: 12 
Luego de la batalla del Alto de la Alianza, Bolivia se retira de las acciones bélicas del conflicto, continuando en el plano diplomático[cita requerida].

## Antecedentes
Luego de ocupar el ejército chileno el Departamento de Tarapacá, el comercio del salitre siguió funcionando bajo su gobierno, haciéndole más fácil solventar la guerra. Además, Santiago buscaba la posesión de las salitreras de Tarapacá, que juzgaba más segura si se interponía geográficamente a Bolivia entre Chile y Perú. Por estas razones, el gobierno chileno planeó una invasión al Departamento de Moquegua para tomar las provincias de Tacna y Arica. Los valles de Moquegua y del río Locumba fueron seleccionados ya que eran capaces de sostener a un ejército en la región.
El presidente peruano Mariano Ignacio Prado decidió regresar a Lima, dejando en Tacna al contralmirante Lizardo Montero Flores al frente del Primer Ejército del Sur. El gabinete ministerial le autorizó viajar al extranjero a comprar buques y armamentos. Prado emprendió dicho viaje el 18 de diciembre de 1879, dejando al frente del gobierno al vicepresidente Luis La Puerta. El pueblo peruano se enteró de su viaje cuando Prado se encontraba en Guayaquil.
En Lima, Nicolás de Piérola, rival político de Prado, se sublevó el 21 de diciembre, derrotando a las tropas de González de la Cotera fieles al presidente; se proclamó Dictador el 23 de diciembre y politizó los mandos militares que fueron cambiados por coroneles "civiles" pierolistas. Además no movilizó el Segundo Ejército del Sur que estaba acantonado en Arequipa al mando del coronel Segundo Leiva para colaborar con las fuerzas de Montero en Tacna.
En Bolivia, Hilarión Daza fue depuesto como presidente por Eliodoro Camacho, debido a su retirada en Camarones previa a la derrota en Dolores y no apoyar al ejército aliado en Iquique. Daza iba rumbo a Europa. Se elige a Uladislao Silva presidente de la junta de gobierno pero no tuvo apoyo y finalmente se nombra presidente provisional al general Narciso Campero quien nombrado jefe supremo del ejército aliado llega a Tacna.
En tanto Montero, comandante del Primer Ejército del Sur, había logrado armar y entrenar al ejército peruano en Tacna y Arica, situación de 5.800 hombres. Según parte oficial de 15 de mayo, el ejército boliviano se componía de 4.200 soldados, no tardaron en descomponerse las relaciones peruano-bolivianas, tratando de decidir quien comandaría a los aliados. La presencia del recién elegido Presidente de Bolivia, Narciso Campero conllevó a elegirlo como Director de Guerra de los ejércitos aliados como indicaba el Tratado de la Alianza. El 25 de mayo de 1880 Campero entrega el mando de los ejércitos aliados al contraalmirante Lizardo Montero.

## Desembarco en Ilo y Pacocha
Las fuerzas peruanas se hallaban concentradas en Tacna y Arica, puerto que estaba fortificado. El comando chileno decidió no cruzar el desierto de Atacama ya que habría sido una tarea casi imposible, sino que eligió el puerto de Ilo, desembarcando el 31 de diciembre de 1879. 
El ejército chileno envió a la I División en una expedición con rumbo a Ilo y Pacocha para enfrentar al emplazamiento peruano en Moquegua. Para esta misión se eligió al Batallón Lautaro, fuerte en 500 hombres, al cual se le agregó un piquete de 12 Granaderos a Caballo, todos bajo el comando del teniente coronel Arístides Martínez. El 1 de enero de 1880, el pueblo fue entregado por los extranjeros residentes a las tropas chilenas que entraron sin resistencia a la ciudad. La expedición retornó a Ilo el 2 de enero, para posteriormente zarpar hacia Pisagua. 
En Moquegua se encontraba la 1ª División del 2º ejército del Sur, con 1.300 hombres del Granaderos de Cuzco, Canchis, Canas y Grau.
La división chilena se posesiona de la Maestranza del Ferrocarril y de la Oficina de Telégrafos, realizada esta última misión por el ingeniero Federico Stuven Olmos. El 22 de febrero la autoridad peruana se conoce la noticia del desembarco chileno y pierde contacto con Pacocha a las 16:00. Así envía al Escuadrón de Gendarmes de la policía rural a la Estación de Conde. El 26 de febrero los chilenos se establecen en Hospicio. El ingeniero Gaspar Zapata inutiliza la línea férrea de Ilo a Moquegua y se inicia la creación de fuerzas civiles en Samegua, Chasago y Estuquiña.
Entre el 18 y 25 de febrero, se embarcaron en Ilo 9.500 soldados que formaban 3 divisiones, quedando otra división en Pisagua esperando el retorno de los transportes. El convoy llegó a destino el 26 de ese mes, desembarcando 5.000 efectivos el primer día y los restantes 4500 desembarcaron al día siguiente sin resistencia.

## Combate naval de Arica

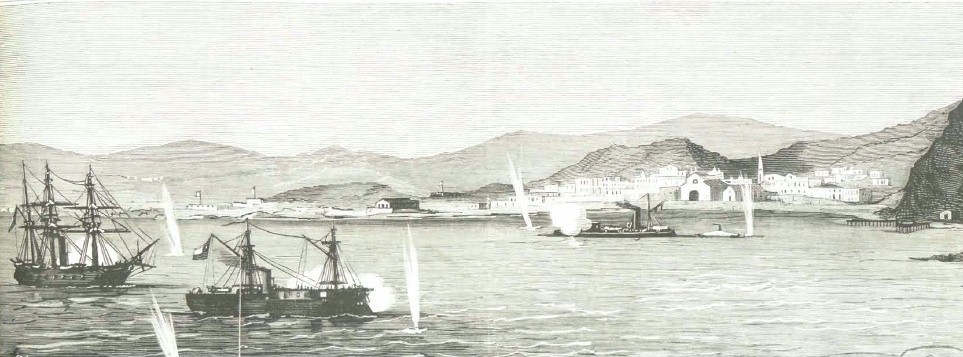
Enfrentamiento entre el Huáscar y el Manco Cápac durante el bombardeo de Arica

El 27 de febrero de 1880, el monitor Huáscar, ahora parte de la Armada de Chile, y comandado por el capitán Manuel Thomson; junto con la cañonera Magallanes, dirigida por el capitán de fragata Carlos Condell, se acercan a las baterías del puerto de Arica e intercambian un fuerte cañoneo con las defensas de tierra. Esta situación se prolongó toda la mañana hasta que el Manco Cápac logra acertar un proyectil de 500 libras en el Huáscar, matando al capitán Thomson. El capitán Valverde asume el mando de la nave y la retira de la línea de fuego mientras cañonea al Manco Cápac, el cual logra volver al abrigo de las baterías de tierra. Luego Condell toma el mando del Huáscar y envía a la Magallanes a informar lo sucedido al Almirante Galvarino Riveros.
El 4 de marzo, se enfrenta en Moquegua la policía rural peruana Columna de Gendarmes con avanzadas chilenas que se encontraban en Conde. 
El 6 de marzo se movilizan en Chile los batallones Talca, Rengo y Curicó; asimismo se moviliza el Regimiento de Artillería Nº1.

## Expedición a Mollendo
El mando chileno decide una expedición a Mollendo para reconocer a las fuerzas del Coronel Segundo Leiva quien se encontraba en Arequipa al mando del segundo ejército del Sur con 4.000 hombres. El coronel Orozimbo Barbosa parte al mando del Regimiento 3º de Línea, el Batallón Naval, una brigada de Zapadores y 30 jinetes del Cazadores a Caballo. La expedición destruye en Mejía la línea del ferrocarril en Mollendo para embarcarse el 11 de marzo. Soldados ebrios del 3º de Línea saquean e incendian Mollendo antes de retirarse.
El 12 de marzo parte Baquedano con 4.366 efectivos entre soldados y oficiales. 
El 14 de marzo, se produce una escaramuza entre la Columna de Gendarmes y tropas del Regimiento Buin, resultando un peruano muerto y dos chilenos heridos. Las tropas de Baquedano llegan a San José. 
El 17 de marzo la Unión rompe el bloqueo chileno y desembarca pertrechos de guerra, para luego retirarse del lugar mientras el Huáscar se enfrenta a la Unión, el Manco Cápac y las baterías de tierra. El mismo 17, las tropas de Baquedano ocupan Moquegua, y la I División del II Ejército Sur se retira hacia Los Ángeles. 
El 18 de marzo la expedición Baquedano ocupa la hacienda de Omo. El 19 de marzo, las fuerzas del coronel Gamarra se retiran del Alto de la Villa y se posicionan en la Pampa del Arrastrado, cerca de Los Ángeles, mientras Baquedano vuelve a Moquegua. Las fuerzas peruanas constaban de los batallones Vengadores de Grau, Canchis, Canas, Granaderos de Cuzco y Columna de Gendarmes.
En el mando chileno, el general Erasmo Escala renuncia debido a las diferencias con el ministro Sotomayor, y asume como Comandante en Jefe del Ejército en Campaña el general Manuel Baquedano González. Las tropas chilenas comienzan su avance hacia el sector de Los Ángeles el 20 de marzo.

## Batalla de Los Ángeles y Combate de Locumba

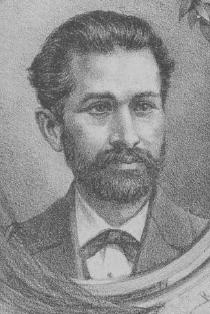
Coronel Juan Martínez

A las 4.30 h del 22 de marzo se inician los disparos en Holleros, atacando los chilenos la derecha peruana. Gamarra ordena avanzar al enfrentamiento la 1ª compañía del Canchis que estaba en Quilin-Quilin al mando del coronel José M. Vizcarra al amanecer y rompieron sus fuegos desde El Púlpito, causando importantes bajas a los atacantes. Las fuerzas chilenas emplazan 6 cañones, 3 ametralladoras para cañonear la posición peruana. La infantería chilena atacaba la derecha con 800 hombres y la izquierda con el resto de la infantería y 600 jinetes.
Las fuerzas chilenas atacaban el cerro Los Ángeles con infantería y artillería. Gamarra decide tomar el mando del batallón Granaderos que se encontraba en el Arrastrado para reforzar la posición de El Púlpito, además de enviar municiones. 
Mientras tanto, el Atacama había conseguido escalar la ladera de Guaneros del cerro Estupiña, considerado inexpugnable. Una vez agrupados sus 595 soldados, sorprendieron y desalojaron con una carga a la bayoneta al batallón Grau, cuyos soldados se dispersaron, retirándose del cerro en desorden. Gamarra se entera de ello mientras iba hacia El Púlpito a reforzar la posición, y siendo ahora atacado por Estanislao del Canto en Los Ángeles y por el Atacama en el cerro Estuquiña, decide replegar sus fuerzas hacia Yacango desocupando el Canchis, Canas y Granaderos la zona del Arrastrado hacia el cerro Baúl. 
El 1 de abril de 1880, una avanzada chilena de 30 soldados de caballería al mando del coronel Diego Dublé Almeyda es emboscada por tropas peruanas del coronel Gregorio Albarracín en el pueblo de Locumba al norte de Tacna, en el enfrentamiento perecen 8 soldados chilenos y 18 son capturados, logrando escapar Dublé Almeyda con tres de sus hombres.
El 9 del mismo mes la Escuadra chilena bloquea el puerto del Callao. Los buques chilenos eran el Blanco Encalada, el Huáscar, la Pilcomayo, la Angamos, el Matías Causiño y las torpederas Janaqueo y Guacolda. Este bloqueo se mantuvo por 9 meses.
Luego de la batalla de Los Ángeles, las tropas chilenas convergen en el río Sama sumando unos 13.500 efectivos. Una vez reunidas, salen rumbo a Tacna emprendiendo una penosa marcha a través del desierto, en la que las carretas de agua se entierran hasta el eje en el arenal y las bestias revientan de cansancio. El 19 de abril asume el comando aliado el general boliviano Narciso Campero, a causa de disputas internas y desavenencias entre Lizardo Montero y Eliodoro Camacho. El 20 de mayo de 1880 muere el ministro de Guerra en Campaña Rafael Sotomayor Baeza en el campamento de Las Yaras, víctima de un derrame cerebral. El Presidente Pinto designa a José Francisco Vergara como nuevo Ministro en reemplazo de su malogrado antecesor. En Tacna esperaban al ejército chileno unos 9000 efectivos aliados. Durante la noche del 25 de mayo, Campero intenta emboscar a las tropas chilenas en Quebrada Honda, pero se pierde a causa de la neblina y la oscuridad, fallando en su cometido. Tras este intento, las tropas aliadas regresan a su campamento y preparan la defensa en el denominado Campo de la Alianza, en la meseta del cerro Intiorko. Al día siguiente se enfrentarían 11.779 chilenos contra 10 000 aliados.

## Batalla del Alto de la Alianza

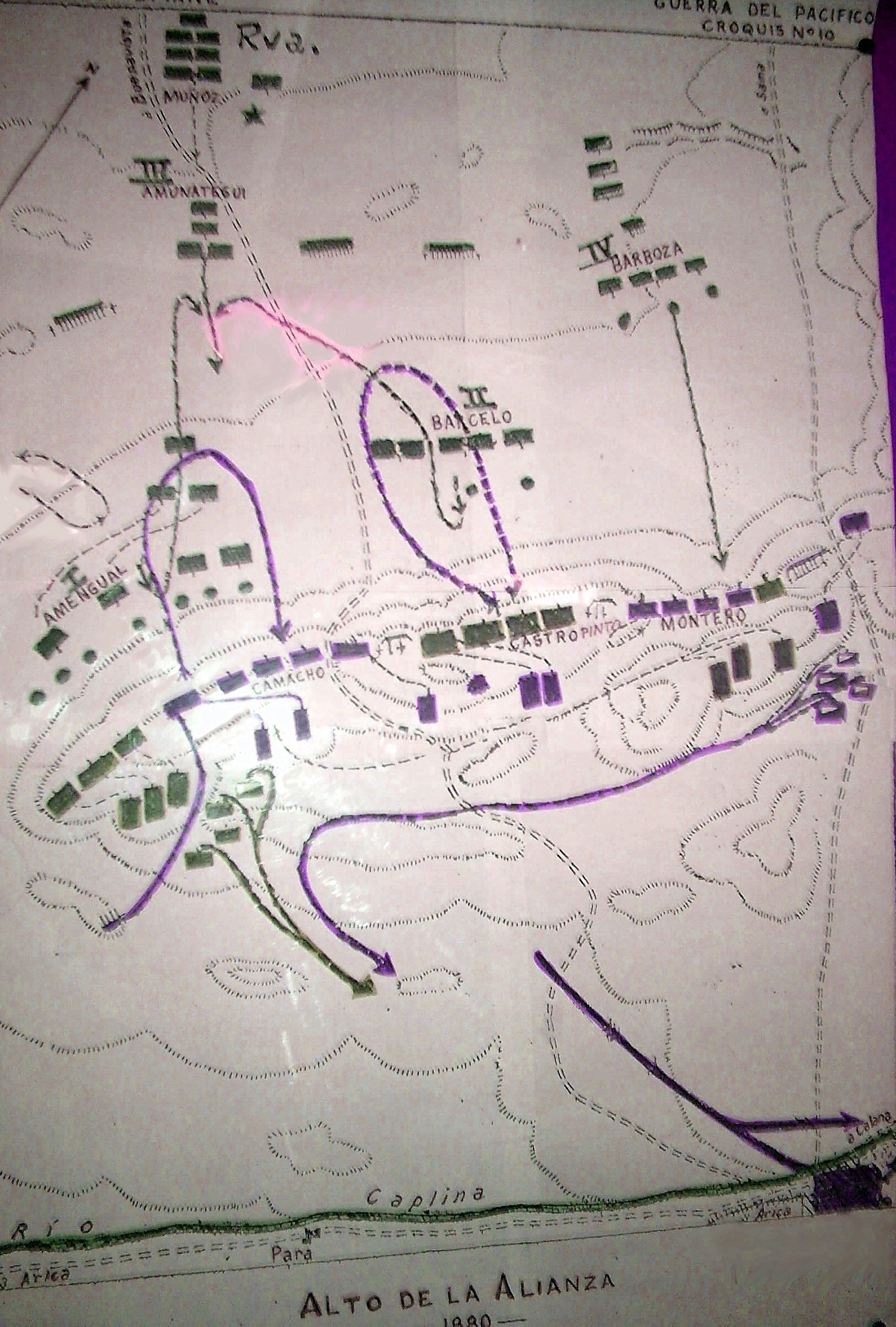
Mapa de la Batalla de Tacna

Al amanecer del 26 de mayo de 1880, se inicia la batalla con un fuego cruzado de artillería que no tiene mayores resultados debido a que los proyectiles se enterraban en la arena sin estallar. 
Baquedano ordena a la I División de Amengual atacar el flanco izquierdo aliado mientras que a la II División de Barceló se le instruye atacar el centro de la línea. El coronel Eledoro Camacho notó que el ataque principal era para desbordar la izquierda, por lo que envía a esa posición sus reservas: los batallones bolivianos Viedma, Tarija y Sucre y tras estos, los batallones peruanos Huáscar y Victoria, todos formando el llamado "martillo". Las divisiones chilenas faltas de municiones fueron rechazadas y obligadas a replegarse. 
Cuando Camacho envía sus tropas en persecución de la división de Amengual, es asaltado por la III División de Amunátegui, la que junto con la ahora rearmada I División coge a las unidades aliadas en un fuego cruzado que deshace todo el flanco izquierdo. Simultáneamente, Barceló y Barboza atacan respectivamente el centro y derecha aliados. Campero, ya sin más tropas de refuerzo y con armamento de menor poder acaba por ceder. Eleodoro Camacho es herido y abandona el combate. Para cuando el general Baquedano envía a la reserva del coronel Francisco Muñoz-Bezanilla, la batalla ya estaba decidida; esta unidad solo tiene 17 heridos. A las 14:00 caen los últimos reductos aliados, y a las 18:00, las primeras tropas chilenas con Santiago Amengual ingresan a Tacna. La ciudad de Tacna es saqueada por las tropas enemigas. Ambos ejércitos sufrieron enormes pérdidas en este enfrentamiento. El ejército chileno perdió 2200 efectivos entre muertos y heridos, su contraparte 185 oficiales y unos 2.500 soldados.  Luego de esta batalla, Bolivia se retira de las acciones bélicas de la guerra. Por su lado, Montero marcha hacia Tarata para proseguir hacia Puno. 
El 28 de mayo las fuerzas chilenas a las órdenes del coronel Pedro Lagos son despachados los regimientos "Buin" 1º de Línea, 3º de Línea, 4º de Línea y los batallones Lautaro y Bulnes hacia Pachía, totalizando 5.380 efectivos. Una vez llegados a destino, se dirigen al puerto de Arica. Ya para el 5 de junio, Arica es cercado por tierra y por mar. La guarnición del Morro de Arica estaba compuesta por las divisiones VII y VIII, y constaba de 1.901 soldados, comandados por el coronel Francisco Bolognesi. El 6, se inicia un fuerte bombardeo a la fortaleza peruana por mar y tierra. Durante estos enfrentamientos, el buque chileno Cochrane resulta averiado y con 27 bajas.

## Batalla de Arica
La ciudad de Arica iba a ser defendida por ariqueños y tacneños comandados por el coronel Francisco Bolognesi con 1.901 hombres, que se enfrentarían al bombardeo de los buques chilenos y 6.000 soldados chilenos. Bolognesi no aceptó los pedidos de rendición del mando chileno.
En la madrugada del 7 de junio de 1880, los regimientos chilenos 3º de Línea y 4º de Línea toman los fuertes Ciudadela y Este. El Batallón chileno Lautaro toma las baterías San José, 2 de Mayo y Santa Rosa. Las dos últimas fueron destruidas por los defensores peruanos, que luego se repliegan hacia el morro. 
Los soldados chilenos avanzan a la cima del morro la cual ocupan en 55 minutos. El ejército peruano hubo de lamentar la muerte del coronel Bolognesi y del capitán de navío Moore. Tras el combate, las fuerzas chilenas ocuparon la plaza. En medio del caos inicial, soldados chilenos dispersos asesinaron a numerosos prisioneros peruanos a las puertas de la iglesia de la ciudad y cometieron destrozos, hasta que los comandantes chilenos lograron restablecer el orden.

## Conclusión
La victoria chilena en la Campaña supuso un duro golpe para la Alianza Perú-Boliviana. Después de la derrota de Tacna, Bolivia se retiró de la guerra para dejar a Perú con el peso de proseguir solo la lucha.
Asimismo, la pérdida peruana de Arica sería definitiva, puesto que Chile la incorporó dentro de su territorio junto con Tacna, pero esta última sería devuelta mediante un plebiscito a inicios del siglo XX.